# Maximilian Mayer (Fußballspieler)
Maximilian Mayer (* 21. Juli 1998 in Tulln an der Donau) ist ein österreichischer Fußballspieler.

## Karriere
Mayer begann seine Karriere beim USC Altenwörth. 2011 ging er in die AKA St. Pölten. 2013 zog er in die AKA Salzburg weiter. Im März 2016 debütierte er für das Farmteam FC Liefering in der zweiten Liga.
Zur Saison 2017/18 wechselte er zum Ligakonkurrenten TSV Hartberg. Mit Hartberg konnte er 2018 in die Bundesliga aufsteigen.
Nach dem Aufstieg wechselte er im Juli 2018 zum Zweitligisten Floridsdorfer AC. Zur Saison 2019/20 wechselte er zum Regionalligisten FC Marchfeld Donauauen.